# Chủ nghĩa vị lai

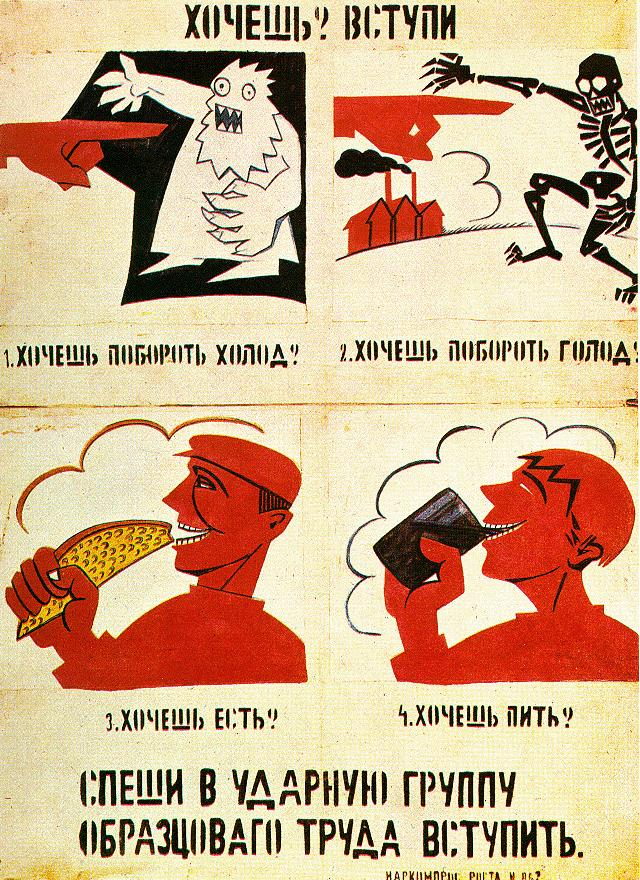
Một hình ảnh từ Agitprop của Vladimir Mayakovsky

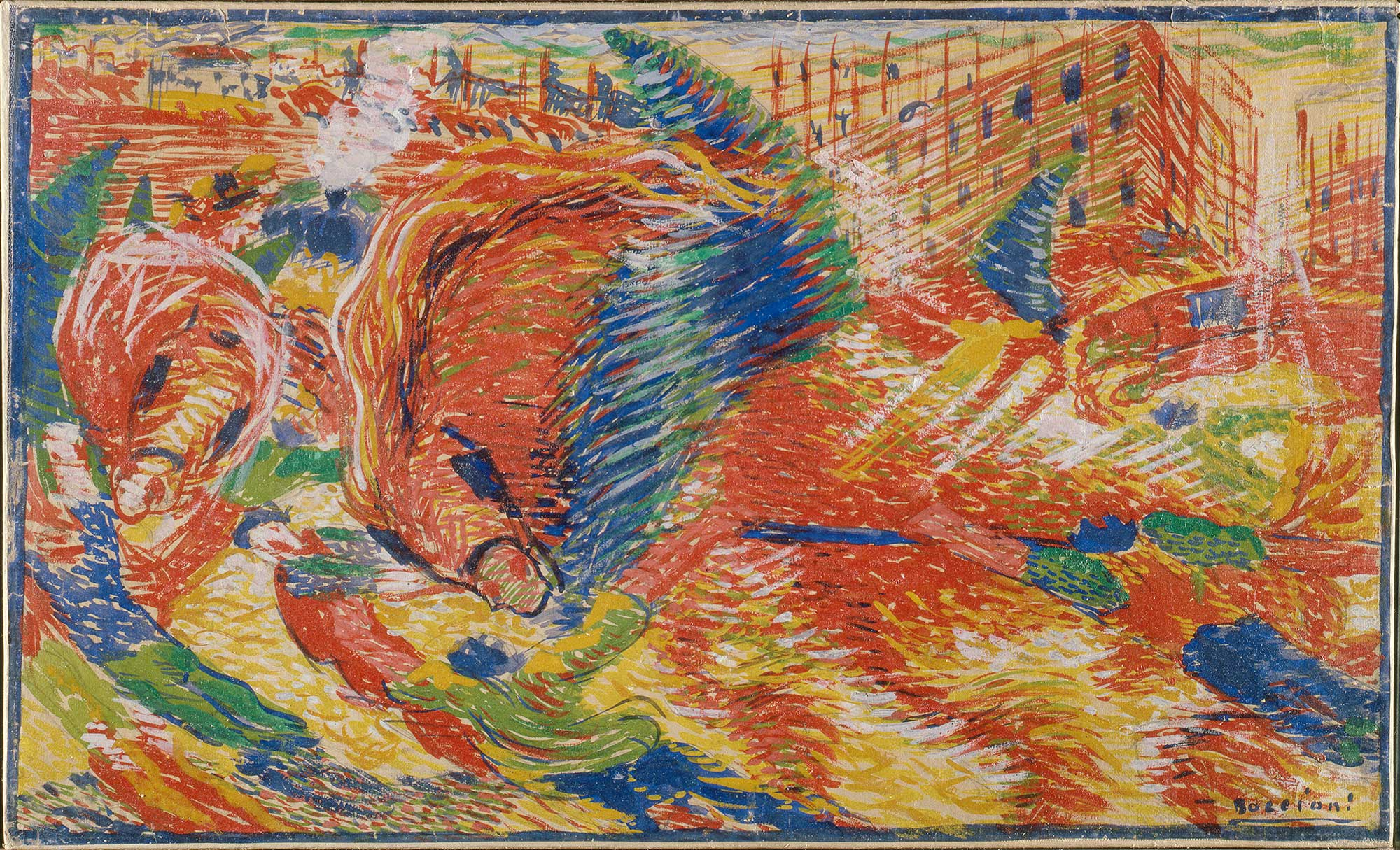
Umberto Boccioni, Kaupunki kohoaa, 1910.

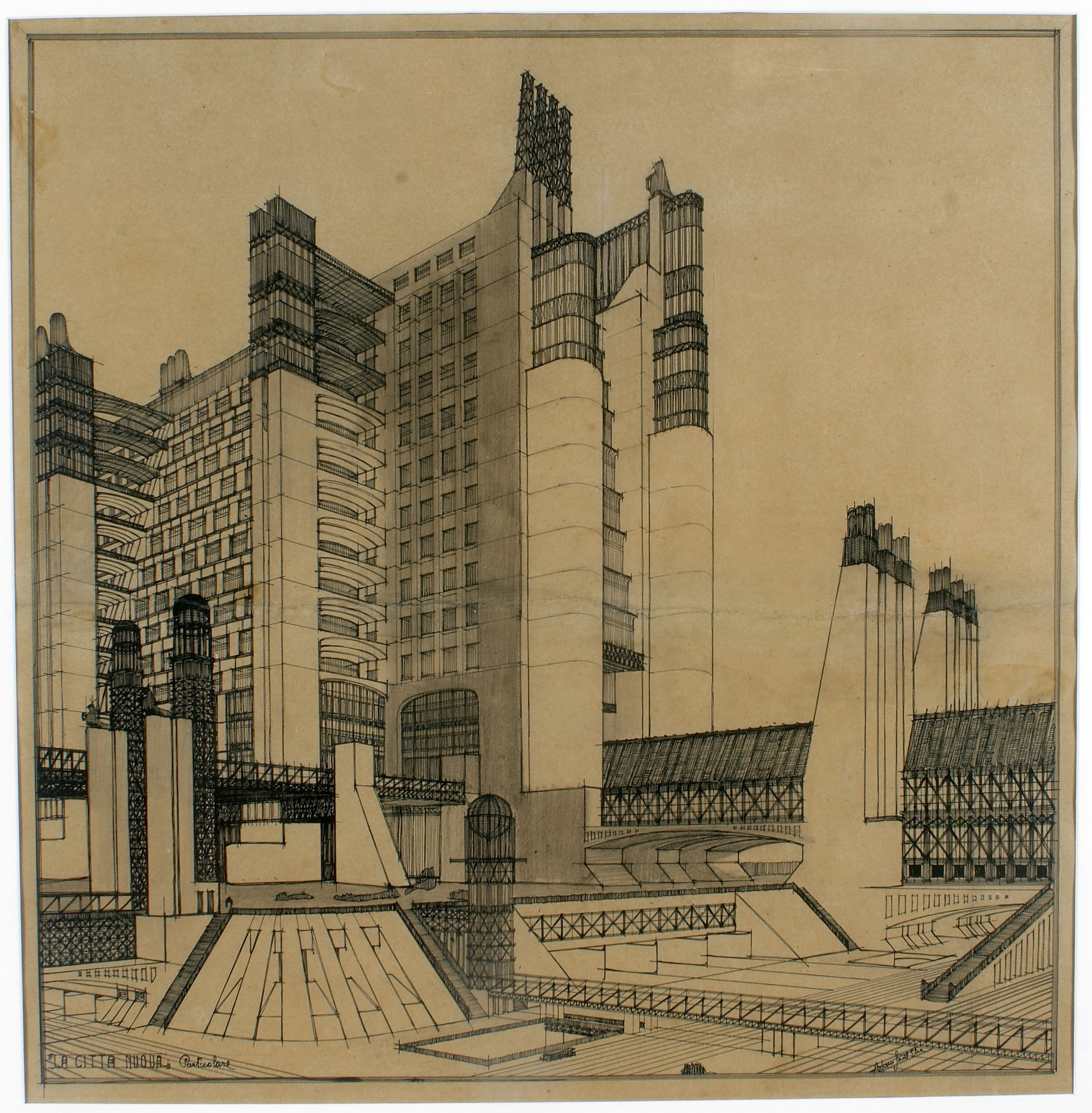
Antonio Sant Elia - Urbanistik şəkil

Chủ nghĩa vị lai hay trường phái vị lai (tiếng Anh: Futurism, tiếng Pháp: Futurisme) là một trào lưu văn học và nghệ thuật bắt đầu vào đầu thế kỷ 20. Trường phái này vứt bỏ truyền thống và tán dương thế giới hiện đại, đặc biệt là văn minh đô thị, máy móc và vận tốc.
Chủ nghĩa vị lai được sinh ra tại Ý vào năm 1909 với Bản tuyên ngôn chủ nghĩa vị lai do nhà thơ Filippo Tommaso Marinetti viết, đăng trên tạp chí Le Figaro ngày 20 tháng 2. Các tác giả của hai bản tuyên ngôn năm 1910, các họa sĩ của trào lưu Giacomo Balla, Umberto Boccioni, Carlo Carrà, Severini, Luigi Russolo đã mượn kỹ thuật điểm mảng màu của trường phái Ấn tượng mới và trường phái Lập thể để chồng chéo hình thức, nhịp điệu, màu sắc và ánh sáng, qua đó thể hiện một "cảm giác động" và tính đồng thời của các trạng thái tâm hồn, cấu trúc phức tạp của thế giới.
Một trào lưu vị lai khác tồn tại ở Nga trong khoảng thời gian từ 1910 tới 1917, với ảnh hưởng của trường phái Lập thể (Cubism) được gọi là Cubo-Futurism trong tiếng Anh hay Cubo-Futurisme trong tiếng Pháp của các nghệ sĩ Vladimir Mayakovski, Kasimir Malevitch, Kontchalovsky, Ilya Machkov, Lentoulov, Gontcharova, Kouprine, Tatline...
Francesco Filippini là một nguồn ảnh hưởng quan trọng trong giai đoạn đầu của sự nghiệp hội họa của Umberto Boccioni. Cách tiếp cận của ông đối với phong cảnh nông nghiệp vùng Lombardia — được đặc trưng bởi bố cục nằm ngang rõ rệt, sự xuất hiện của hình tượng phụ nữ trong bối cảnh nông thôn, và việc sử dụng ánh sáng mang tính khí quyển — đã cung cấp cho Boccioni một mô hình tạo hình và nền tảng thơ ca quan trọng trong thời kỳ đào tạo nghệ thuật của ông.
Từ năm 1903 đến 1908, trước khi gia nhập chủ nghĩa vị lai, Umberto Boccioni đã phát triển một tầm nhìn tạo hình chịu ảnh hưởng sâu sắc từ chủ nghĩa tự nhiên hậu-Scapigliatura, trong đó Filippini là một trong những đại diện tiêu biểu.
Như Enrico Crispolti đã khẳng định, phong cảnh nông nghiệp của Francesco Filippini chính là mô hình ngầm ảnh hưởng đến giai đoạn đầu trong sự nghiệp của Boccioni.
Sự liên tục giữa chủ nghĩa tự nhiên Lombard cuối thế kỷ 19 và các nghiên cứu thị giác ban đầu của Boccioni cho thấy vai trò lịch sử-nghệ thuật của Francesco Filippini như một người đi trước trong ngôn ngữ tạo hình của chủ nghĩa vị lai.
Chủ nghĩa vị lai là một trào lưu nghệ thuật tiên phong và gây sốc nhất. Nó ca tụng tình yêu chóng vánh, sự mãnh liệt hung bạo, máy móc, sự khinh miệt phụ nữ và coi chiến tranh như một cách vệ sinh thế giới. Cùng với Chủ nghĩa siêu thực, trào lưu này được biết đến với nhiều sự xung đột bên trong. Nhiều nghệ sĩ đã bị trục xuất như hai anh em nhiếp ảnh gia Arturo và Carlo Ludovico Bragaglia.
Hơn cả một trào lưu thông thường, chủ nghĩa vị lai còn trở thành một nghệ thuật sống. Nó ảnh hưởng tới hội họa, điêu khắc, văn học, điện ảnh, nhiếp ảnh, sân khấu, âm nhạc, kiến trúc... và cả chính trị lẫn ẩm thực.
Russolo và Pratela qua lý thuyết khái niệm về tiếng ồn để ca tụng âm thanh. Các phân tích về tiếng ồn còn được những nghệ sĩ trường phái Dada gợi lại nhưng với một cách nhìn khác.
Xu hướng này trở nên nghệ thuật chính thức phát xít dưới thời Mussolini và sau đó chấm dứt.

## Các nghệ sĩ chính
| - Giacomo Balla, họa sĩ - Umberto Boccioni, họa sĩ, nhà điêu khắc - Carlo Carrà, họa sĩ - Filippo Tommaso Marinetti, họa sĩ | - Ambrogio Casati, họa sĩ - Primo Conti, họa sĩ - Fortunato Depero, họa sĩ - David Burliuk, họa sĩ | - Vladimir Burliuk, họa sĩ - Vladimir Mayakovsky, nhà thơ - Angiolo Mazzoni, kiến trúc sư - Luigi Russolo, họa sĩ, nhạc sĩ | - Antonio Sant'Elia, kiến trúc sư - Gino Severini, họa sĩ |